# عبدالله بن ابی‌ملیکه
ابوبکر عبدالله بن عبیدالله بن ابی‌ملیکه تیمیّ (وفات ۱۱۷ ه.ق.) از تابعین و راویان حدیث و قاضی طائف در روزگار خلافت عبدالله بن زبیر بود. او در زمان خلافت علی بن ابی‌طالب و یا پیش از آن به دنیا آمده‌است. پیش از پذیرش قضاوت طائف، مؤذن عبدالله بن زبیر بود.